# Arrangement de Wassenaar
Pour les articles homonymes, voir Arrangement (homonymie).
L'arrangement de Wassenaar (de son nom complet, l'arrangement de Wassenaar sur le contrôle des exportations d'armes conventionnelles et de biens et technologies à double usage) est un régime multilatéral de contrôle des exportations mis en place en 1996 par 33 États afin de coordonner leurs politiques en matière d'exportations d'armements conventionnels et de biens et technologies à double usage.

## Histoire
Il a été établi le 12 mai 1996 à Wassenaar, aux Pays-Bas, et succède au Coordinating Committee for Multilateral Export Controls.
Le principal document est un document d'instructions, le Purposes, Guidelines and Procedures, including the Initial Elements, qui décrit les buts, procédures, participations et administrations de ce traité. 
Un secrétariat est installé à Vienne, où des réunions se déroulent, habituellement une fois par an en décembre.
Sous son régime, la seule obligation faite aux États est de notifier les transferts d'armes. La décision de transfert revient uniquement au vendeur.
L’Union européenne s’est fondée sur l’arrangement de Wassenaar pour mettre en place un premier règlement en 2000, un second en 2009. La régulation à l'intérieur de l'UE prévoit un contrôle des biens à double usage vers des pays non membres, ainsi  que de biens très sensibles dans les échanges intracommunautaires.

## Adhésion
Depuis décembre 2017, le groupe comprend 42 États participants : l'Afrique du Sud, l'Allemagne, l'Argentine, l'Australie, l'Autriche, la Belgique, la Bulgarie, le Canada, la Corée du Sud, la Croatie, le Danemark, l'Espagne, l'Estonie, les États-Unis, la Finlande, la France, la Grèce, la Hongrie, l'Inde, l'Irlande, l'Italie, le Japon, la Lettonie, la Lituanie, le Luxembourg, Malte, le Mexique, la Nouvelle-Zélande, la Norvège, les Pays-Bas, la Pologne, le Portugal, la République tchèque, la Roumanie, le Royaume-Uni, la Russie, la Slovaquie, la Slovénie, la Suède, la Suisse, la Turquie,et l'Ukraine.
La Chine et Israël n'y participent pas.

## Critiques
L'accord est critiqué à plusieurs titres. 
Il laisse en grande partie les services étatiques (en France le service des biens à double usage) juger du périmètre des biens exportés. Cette commission interministérielle avait ainsi estimé que les technologies de surveillance vendues par Amesys à l'Égypte, et pour lesquelles plusieurs cadres de la société française sont poursuivis en 2021, n'entraient pas dans le cadre des biens soumis à l'accord de Wassenaar.
L'accord, non contraignant, souffre également de n'être pas universellement reconnu.
Peu après l'enquête du projet Pegasus, la chancelière allemande demande plus de restrictions sur la vente de logiciels espions de type Pegasus. La haute-commissaire aux droits de l’homme de l’ONU, Michelle Bachelet, réclame une meilleure réglementation des technologies de surveillance et de leur transfert.